# Freycinetia manusensis
Freycinetia manusensis är en enhjärtbladig växtart som beskrevs av Huynh. Freycinetia manusensis ingår i släktet Freycinetia och familjen Pandanaceae. Inga underarter finns listade.